# Stenotarsus maculosus
Stenotarsus maculosus là một loài bọ cánh cứng trong họ Endomychidae. Loài này được Fairmaire miêu tả khoa học năm 1888.